# Rostgökduva
Rostgökduva (Macropygia emiliana) är en fågel i familjen duvor inom ordningen duvfåglar. Den förekommer i Indonesien.

## Utseende och läte
Rostgökduvan är en långstjärtad rostbrun duva med ljusare huvud. Liknande mindre gökduva är just mindre och ljusare på bröstet. Lätet består av en serie hoanden, ofta med ett några toner emellan som dock kan vara svåra att höra på håll.

## Utbredning och systematik
Rostgökduvan delas in i tre underarter med följande utbredning:
- Macropygia emiliana emiliana – förekommer på Krakatau, Java, Lombok, Sumbawa, Flores samt i Paloeöarna
- Macropygia emiliana megala – förekommer i Kangeanöarna (utanför nordöstra Java)

Fram tills nyligen betraktades barusangökduva (Macropygia modiglianii) och engganogökduva (Macropygia cinnamomea) vara en del av rostgökduva. Tidigare behandlades även taxonet Macropygia tenuirostris borneensis, nu en del av filippingökduva, tillhöra rostgökduva. Birdlife International och IUCN inkluderar dock fortfarande barusangökduvan i rostgökduvan.

## Levnadssätt
Rostgökduvan är en skygg och anspråkslös fågel som bebor skogar i låglänta områden och lägre bergstrakter. Liksom andra gökduvor födosöker den vanligen tystlåtet i skogens nedre skikt.

## Status
IUCN kategoriserar arten som livskraftig, men inkluderar även barusangökduva i den bedömningen. Den tros minska i antal till följd av habitatförstörelse, dock inte tillräckligt kraftigt för att den ska betraktas som hotad. Internationella naturvårdsunionen IUCN listar därför arten som livskraftig (LC).

## Namn
Fågelns vetenskapliga artnamn hedrar François Charles Émile Fauqueux-Parzudaki (1829-1899), fransk handlare i specimen, styvson till Charles Parzudaki.